# تپه جیزآباد
تپه جیزآباد مربوط به سده‌های میانه دوران‌های تاریخی پس از اسلام است و در شهرستان تایباد، بخش باخرز، دهستان باخرز، ۸۰۰ متری جنوب روستای جیزآباد واقع شده و این اثر در تاریخ ۲۷ اسفند ۱۳۸۶ با شمارهٔ ثبت ۲۲۲۹۲ به‌عنوان یکی از آثار ملی ایران به ثبت رسیده است.